# Martin Kohler
Martin Kohler (Walenstadt, 17 juli 1985) is een Zwitsers voormalig wielrenner. 
Kohler begon zijn loopbaan in 2007 als stagiair bij Hadimec. Hij won in 2007 de vierde etappe van de Ronde van de Toekomst. In 2011 pakte hij uit met het verslaan van Fabian Cancellara en won hij de Zwitserse tijdritkampioenentrui bij de elite. In 2012 werd hij weer Zwitsers kampioen, dit keer op de weg. In 2016 reed hij voor Team Roth.

## Belangrijkste overwinningen
2007
4e etappe Ronde van de Toekomst
2011
 Zwitsers kampioen tijdrijden, Elite
2012
 Zwitsers kampioen op de weg, Elite
2014
1e etappe Ronde van Trentino (ploegentijdrit)
Puntenklassement Ronde van Romandië

## Resultaten in voornaamste wedstrijden
| Jaar | Ronde van Italië | Ronde van Frankrijk | Ronde van Spanje |
| ---- | ---------------- | ------------------- | ---------------- |
| 2009 |                  |                     |                  |
| 2010 | opgave           |                     |                  |
| 2011 | opgave           |                     | 111e             |
| 2012 |                  |                     |                  |
| 2013 |                  |                     | 66e              |

| Jaar | Ronde van Vlaanderen | Parijs-Roubaix | Amstel Gold Race | Luik-Bast.‑Luik | Ronde van Lombardije | Waalse Pijl | Parijs-Tours |  | WK op de weg |
| ---- | -------------------- | -------------- | ---------------- | --------------- | -------------------- | ----------- | ------------ |  | ------------ |
| 2009 |                      | opgave         |                  |                 |                      |             | 76e          |  |              |
| 2010 | opgave               | opgave         |                  |                 |                      |             |              |  | opgave       |
| 2011 |                      |                | 71e              | opgave          | opgave               | 132e        | 73e          |  | 87e          |
| 2012 |                      |                | opgave           | opgave          |                      | 120e        |              |  |              |
| 2013 |                      |                | opgave           |                 |                      |             |              |  |              |

## Ploegen
- 2007 –  Hadimec (stagiair vanaf 1-8)
- 2008 –  BMC Racing Team
- 2009 –  BMC Racing Team
- 2010 –  BMC Racing Team
- 2011 –  BMC Racing Team
- 2012 –  BMC Racing Team
- 2013 –  BMC Racing Team
- 2014 –  BMC Racing Team
- 2015 –  Drapac Professional Cycling
- 2016 –  Team Roth